# Iwan von Müller

Iwan von Müller

Iwan Philipp Eduard Müller, ab 1889 Ritter von Müller, (* 20. Mai 1830 in Wunsiedel; † 20. Juli 1917 in München) war ein deutscher klassischer Philologe und Pädagoge, der als Professor an den Universitäten Erlangen (1864–1893) und München (1893–1906) wirkte. Er ist besonders als Begründer des Handbuchs der Altertumswissenschaft (HdA) bekannt.

## Leben
Iwan Müller war der Sohn des Klavier- und Orgelbauers Johann Christoph Müller (1792–1863) und seiner Frau Auguste Friederike geb. Glaß (1803–1870). Er besuchte zunächst die Lateinschule in Wunsiedel, anschließend das Gymnasium in Hof. 1848 bezog er die Universität Erlangen und studierte zunächst Mathematik und klassische Philologie, wandte sich aber unter dem Einfluss seiner akademischen Lehrer Ludwig Döderlein und Karl Friedrich Nägelsbach besonders der Philologie zu. Im November 1853 legte Müller das Staatsexamen ab und arbeitete als Gymnasiallehrer in Ansbach. Hier heiratete er 1860 Luise Hoffmann (1840–1923), die Tochter des dortigen Gymnasiallehrers Carl Hoffmann (1800–1872). Mit ihr hatte er einen Sohn. Später zog Müller nach Zweibrücken und Erlangen, wo er 1864 – ohne Promotion – wegen seines Unterrichtserfolges zum Nachfolger des verstorbenen Universitätsprofessors Döderlein ernannt wurde.
Während seiner Zeit als Professor für klassische Philologie und Pädagogik in Erlangen war Müller dreimal Dekan der Philosophischen Fakultät (1870/1871, 1880/1881, 1885) und 1878/1879 Prorektor der Universität. Seine Lehr- und Publikationstätigkeit brachte ihm in den Jahrzehnten an der Universität zahlreiche Ehrungen ein. 1889 verlieh ihm Prinzregent Luitpold das Ritterkreuz des Verdienstordens der Bayerischen Krone. Mit der Verleihung war die Erhebung in den persönlichen Adelsstand verbunden und er durfte sich nach der Eintragung in die Adelsmatrikel „Ritter von Müller“ nennen. 1909 erhielt er das Komturkreuz dieses Ordens. Müller war zudem seit 1899 Ritter II. Klasse des Verdienstordens vom Heiligen Michael.
Als einer der führenden Pädagogen seiner Zeit war er 1890 und 1893 Mitglied des bayerischen Obersten Schulrates.
1893 wurde er nach dem Tod Rudolf Schölls auf den Lehrstuhl für klassische Philologie der Universität München berufen, den er bis zu seiner Emeritierung 1906 innehatte. Sein Nachfolger wurde Albert Rehm.

## Leistungen
Müller bemühte sich in seiner fast fünfzigjährigen wissenschaftlichen Laufbahn um das Gesamtverständnis der Altertumswissenschaften. Seine bedeutendste Leistung ist die Begründung des Handbuchs der Altertumswissenschaft im Jahr 1885, dessen Aufgabe Müller in der systematischen Darstellung des aktuellen Forschungsstandes auf den verschiedenen Gebieten der Altertumswissenschaft verstand. Bis 1913 blieb Müller der alleinige Herausgeber des monumentalen Werkes, das bis heute fortgesetzt wird und als Standardwerk gilt.
Mit seinen kritischen Editionen der Schriften Galens bereitete Müller den Boden für das Unternehmen Corpus Medicorum Graecorum, das 1908 von Hermann Diels begründet wurde. Auch mit der Stilistik und Grammatik beschäftigte sich Müller und gab zahlreiche Lehrbücher für Schüler und Studenten heraus.

## Ehrungen
- 1873 korrespondierendes Mitglied der Bayerischen Akademie der Wissenschaften (1893 außerordentliches, 1894 ordentliches Mitglied)
- 1885 Ehrenmitglied der Griechischen Philologischen Gesellschaft zu Konstantinopel
- 1891 Ehrenmitglied der Wissenschaftlichen Gesellschaft zu Athen
- 1893 Ehrendoktorwürde der Juristischen Fakultät der Universität Erlangen
- Ehrenmitgliedschaft des Philologisch-Historischen Vereins München[2]